# Georges Catroux

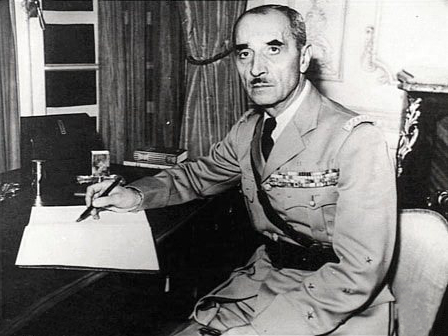
Georges Catroux retratado en Londres en 1940.

Georges Catroux (Limoges, 29 de enero de 1879-París, 21 de diciembre de 1969) fue un militar francés, gobernador de Indochina durante la Segunda Guerra Mundial y destacado combatiente en la guerras de descolonización francesas en Argelia, Indochina y Oriente Próximo.

## Familia
Fue el tercer hijo de los cuatro que tuvo el matrimonio formado por Renato-Michel Catroux (1835-1920), oficial de carrera que sirvió a las órdenes de Napoleón III en Argelia y Extremo Oriente, y Felicidad Solari (1852-1935), nacida en Génova e hija de un colono en territorio argelino.
Su hermano mayor, Charles, nacido en 1872, comenzó la carrera militar, pero murió siendo joven. El segundo hermano, René (1874-1964), pese al enfado de su padre, no eligió la carrera militar y se convirtió años después en un experto en pintura. El último hermano fue Alexandre (1881-1959).
Contrajo matrimonio en tres ocasiones. En 1902 se casó con Marie Pérez, con la cual tuvo dos hijos. Este matrimonio no fue buen visto por su autoritario padre, que ni siquiera acudió a la boda. En 1932, después de la muerte de su primera mujer, se casó con Margarita Jacob, condesa de Humières, que murió en 1959. En 1962 contrajo matrimonio por última vez con Frances Dellschaft, marquesa de Dalmacia.
Un sobrino suyo, hijo de René, se dedicó a la política y fue diputado del Maine-et-Loire y ministro del Aire de 1954 a 1955.
Hecho bastante excepcional a tener en cuenta es que sus funerales celebrados en la iglesia de Saint Louis de los Invalidos, fueron retransmitidos en directo por la televisión francesa por una de las dos cadenas que había por aquellos años.

## Carrera
Comenzó su preparación militar en la Academia de la Flèche y posteriormente, en 1896 ingresó en la prestigiosa Escuela Militar Especial de Saint-Cyr.
Una brillante y fulgurante carrera lo llevaron siendo joven a Argelia e Indochina. De regreso en Francia, durante la I Guerra Mundial, fue capturado por los alemanes cuando estaba al mando de un batallón y llevado a un campo de prisioneros, allí conoció al capitán de Gaulle.
Al acabar la guerra, formó parte de la misión militar francesa en Arabia, luego sirvió en Marruecos (pacificación de Marruecos), Argelia y Oriente Próximo.
En julio de 1939, un mes antes de la II Guerra Mundial, es nombrado gobernador general de la Indochina francesa, donde sucede a un alto funcionario civil. Un año después, debido a desacuerdos con el Gobierno de Vichy, es destituido de su cargo.
En 1941, el General de Gaulle, como representante de la Francia Libre, lo nombra Comisionado para el Oriente Próximo, reconociendo poco después de su nombramiento la independencia de Siria. Posteriormente fue nombrado Gobernador General de Argelia (1943-1944), siempre por designación del general de Gaulle.
Durante el primer gobierno de Charles de Gaulle, del 9 de septiembre de 1944 al 21 de octubre de 1945, fue Ministro del África Septentrional. También fue embajador en la URSS desde 1945 hasta 1948.
Durante los desórdenes de Marruecos ocurridos en 1955, sería él, el encargado de negociar el regreso el sultán Mohammed V.
Ministro residente en Argelia durante el gobierno de Guy Mollet, no pudo asumir sus funciones debido a las manifestaciones nacionalistas sucedidas en Argel en 1961. Fue el presidente del tribunal militar que enjuició a los generales golpistas por los hechos ocurridos en Argel ese mismo año.

## Distinciones

### Condecoraciones francesas y de las colonias
- Gran canciller de la Legión de Honor (1954-1969).
- Gran cruz de la Legión de Honor.
- Camarada de la Liberación.
- Condecoración Militar.
- Gran Cruz Carácter Nacional del Mérito.
- Cruz Militar 1914-1918 (4 citas).
- Cruz Militar 1939-1845.
- Cruz Militar Teatro de Operaciones Exteriores.
- Medalla de los evadidos.
- Medalla de la Aeronáutica.
- Comendador del Mérito al Combatiente.
- Comendador del Mérito Sahariano.
- Comendador del Orden de las Artes y Cartas.
- Medalla Colonial. "Marruecos 1925", "Sahara".
- Medalla de Marruecos, "Alto Guir", "Oujda".
- Medalla conmemorativa de Siria.
- Medalla Conmemorativa de la Gran Guerra.
- Medalla interaliada de la Victoria.
- Gran Cruz del orden del Dragón de Annam.

### Condecoraciones de otros países
- Caballero gran cruz de honor de la Orden del Baño (Gran Bretaña).
- Comendador de la Legión al Mérito (Estados Unidos).
- Gran cordón de la Orden de Leopold (Bélgica).
- Gran Cruz de la orden del Mérito de la República Federal Alemana.
- Gran Cruz de Carácter Real (Camboya).
- Orden del Mérito Militar (España).
- Gran Oficial de la Orden Nacional del Mérito (Gabón).
- Gran Cruz de la Orden de Jorge I (Grecia).
- Gran Cruz de la Orden del Mérito de la República (Italia).
- Gran Cruz de la Orden de la Estrella (Jordania).
- Gran Cruz del Millón de Elefantes (Laos).
- Gran Cruz de la Orden del Cedro (Líbano).
- Gran Cruz de Ouissam Alaouite (Marruecos).
- Gran Cruz de la orden de San Olaf (Noruega).
- Comendador de la Orden de Pakistán.
- Gran Cruz de la orden del Mérito (Siria).
- Gran Cruz de la Orden del Nichan El Ahed (Túnez).
- Gran Cruz de la Orden Nacional de Yugoslavia.

## Publicaciones
- En la Batalla del Mediterráneo (1950).
- Vi caer la cortina de hierro (1951).
- Liautey el Marroquí (1952).
- Dos misiones en Oriente Medio, 1912-1922 (1958).
- Dos actos del drama indochino (1959).

- Datos: Q553522
- Multimedia: Georges Catroux / Q553522